# Arizzano
Arizzano är en ort och kommun i provinsen Verbano Cusio Ossola i regionen Piemonte i Italien. Kommunen hade 2 012 invånare (2018).